# Häck (formation)

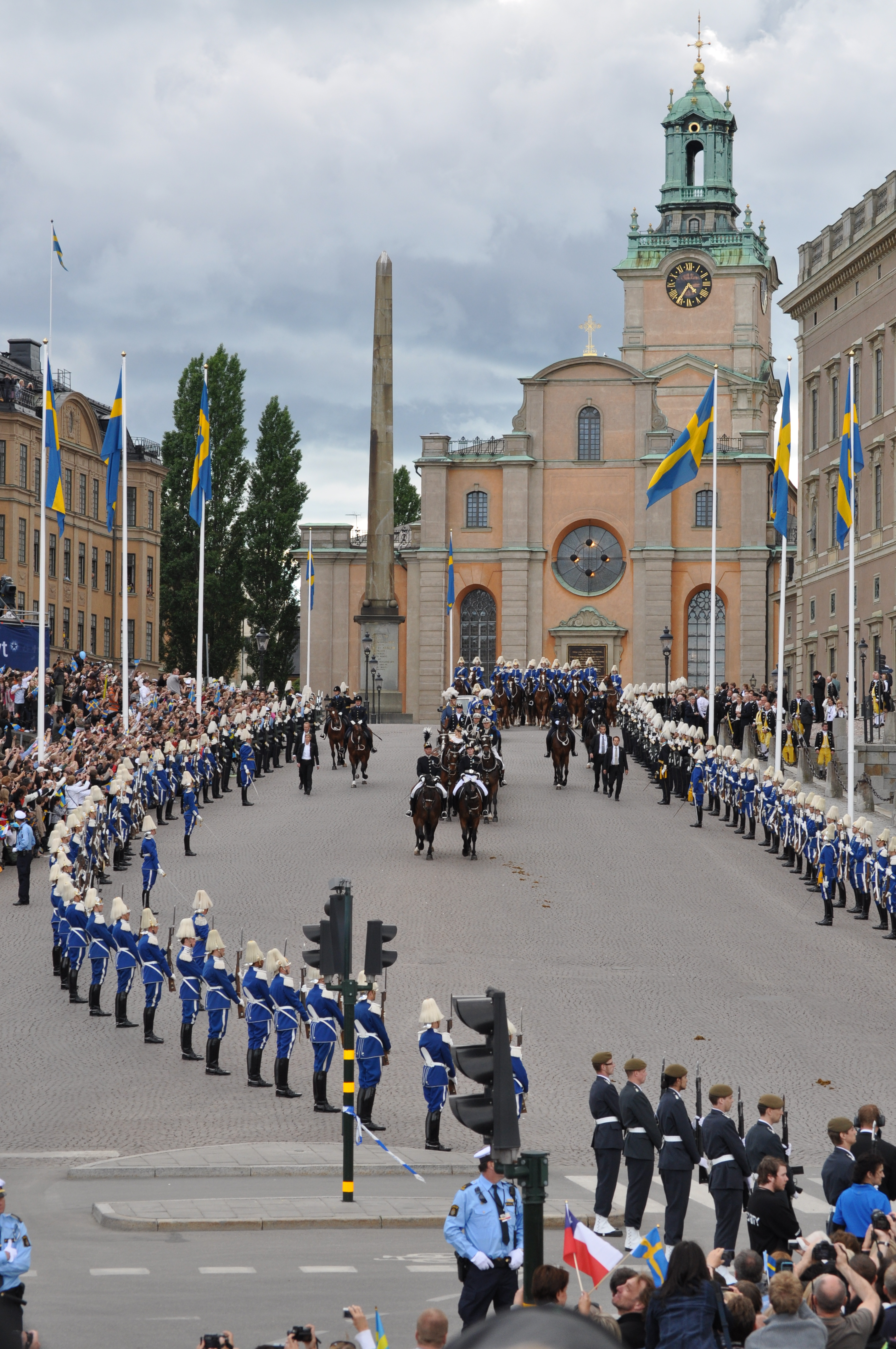
Livgardets gardesbataljon (i mörkblått), dragonbataljon (i ljusare blått) och Stockholms hemvärnsbataljon (i grått) bildar häck på Slottsbacken inför bröllopet mellan kronprinsessan Victoria och Daniel Westling.

Häck är en militär hedersvakt som förekommer vid riksmötets öppnande, statsbesök, statsbegravning, kungliga bröllop och liknande tillfällen som ett komplement till en kortege. De soldater som ska bilda häck ställer upp på led på båda sidor om kortegevägen.